# Electric Boys
Gli Electric Boys sono un gruppo hair metal/funk metal formato in Svezia nel 1987.

## Lineup

### Ultima
- Conny Bloom - voce, chitarra
- Slim Martin Thomander - chitarra
- Andy Christell - basso
- Thomas Broman - batteria

### Ex componenti
- Niclas Sigevall - batteria
- Franco Santunione - chitarra

## Discografia

### Album in studio
- 1990 - Funk-O-Metal Carpet Ride/All Lips N' Hips
- 1992 - Groovus Maximus
- 1994 - Freewheelin'
- 2011 - And Them Boys Done Swang
- 2014 - Starflight United
- 2018 - The Ghost Ward Diaries
- 2021 - Ups!de Down

### Singoli
- 1990 - All Lips N Hips
- 1992 - Mary in the Mystery World
- 1992 - Groovus maximus
- 1992 - Dying to be Loved
- 1994 - Ready To believe